# Klan Morgan
Klan Morgan (gael. MacAoidh) – szkocki klan góralski, inaczej klan Mackay.